# Венюков, Павел Николаевич
Па́вел Никола́евич Венюко́в (2 [14] июня 1856, Санкт-Петербург — 6 [19] января 1916, Киев) — российский геолог и палеонтолог, профессор Киевского университета.

## Биография
Родился 2 (14) июня 1856 года в Санкт-Петербурге.
Учился в Ларинской гимназии (вып. 1875) и на естественном отделении физико-математического факультета Императорского Санкт-Петербургского университета; с 1879 года состоял сначала в университете консерватором геологического кабинета, а с 1885 года в качестве приват-доцента стал читать лекции по палеонтологии.
В 1890 году был избран ординарным профессором университета Св. Владимира.
Скончался 6 (19) января 1916 года в Киеве.
Основные работы учёного посвящены изучению девонских осадков и фауны северо-западной и центральной части русской равнины. Большое значение имеют также его труды по девону Мугоджарских гор, силуру Подолии и каменноугольным отложениям Кузнецкого бассейна (он первый определил возраст Кузнецкого бассейна как каменноугольный).

## Память
Его именем назван род вымерших животных венюковии.